# Dones a l'Alemanya nazi
Les dones a l'Alemanya nazi és la part de la història de la dona referent a Alemanya durant el nazisme. És a dir, l'estudi del paper que les dones han jugat durant l'Alemanya nazi, juntament amb els mètodes necessaris per al seu estudi. No s'aborden en aquest article les víctimes femenines de l'Holocaust o el seu paper en aixecaments, propaganda o accions fora del territori d'Alemanya, que pertanyen a l'article més genèric les dones al nazisme, incloent Alemanya i altres països.
Les dones tenien un rol secundari respecte als homes a causa de la ideologia del Tercer Reich, que considerava que el paper fonamental de la dona era el reproductor i el domèstic. Malgrat això, nombroses figures femenines van contribuir de manera activa al manteniment del règim i a la transmissió dels seus valors a través de la seva pertinença a organitzacions femenines afins al nazisme, el seu suport a líders del moviment o el seu lloc de treball. Igualment cal destacar la seva presència a la resistència alemanya al nazisme, amb noms com el de Sophie Scholl.

## El model femení del nazisme
El nazisme fou un règim de caràcter feixista que aspirava a controlar tots els aspectes de la vida social a Alemanya i els territoris conquerits. Per això va emprar diversos mitjans per a promoure un nou model de dona, una figura femenina que donés suport a la ideologia oficial. Servia de model el vell adagi "Kinder, Küche, Kirche" (nens, cuina, església) que resumia les funcions de la dona, popularitzat durant el règim de Guillem II de Prússia, però sense èmfasi en la dimensió religiosa, substituïda pel culte al líder i al partit. De fet, justament per desestabilitzar el poder catòlic i la seva enorme influència entre les dones, es va promoure un retorn a les formes paganes germàniques.

### El paper de la dona a la llar
L'ascens del nazisme va implicar un canvi en la concepció de la dona i el seu paper a l'espai públic. Si la dona a la República de Weimar va ocupar un lloc preeminent, amb avenços com la concessió del sufragi femení el 1919 o lleis que equiparaven els seus drets als de l'home, l'adveniment de la nova ideologia va suposar un retorn a concepcions més tradicionalistes. La dona ideal per al model nazi és la perfecta mestressa de casa o bé una camperola que té cura de les seves terres, en tot cas un paper lligat a la seva llar i al manteniment de la seva família. Les dones que deixaven la feina remunerada per contraure matrimoni rebien una compensació econòmica, un préstec que podia cancel·lar-se parint fills: amb quatre nadons vius el deute quedava totalment suprimit.

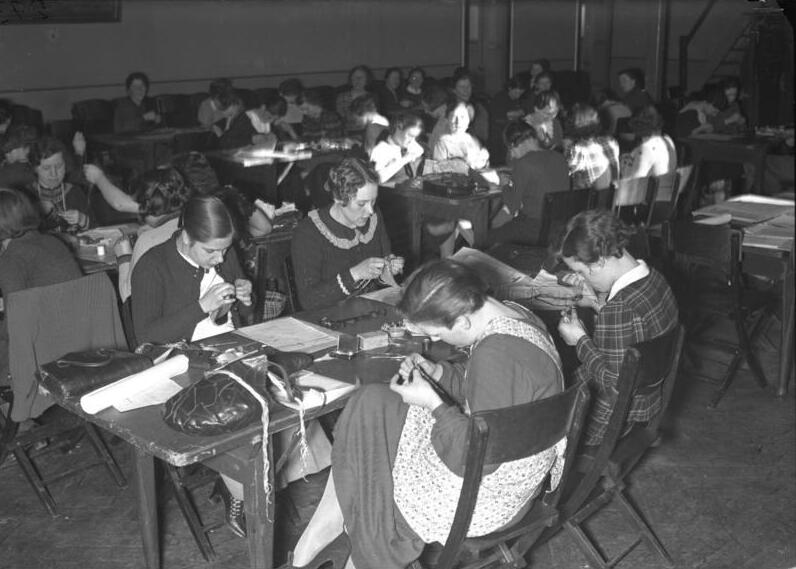
Classes de costura per esdevenir una bona mestressa de casa.

Algunes professions es van prohibir totalment per a la dona, com per exemple l'exercici del dret. Les dones van ser apartades dels càrrecs d'advocades i jutgesses amb el pretext que eren persones massa emocionals i que no podrien actuar amb racionalitat en l'aplicació de la llei a un judici. Igualment es va vetar l'accés de noves professores universitàries. Des de 1933, no van admetre's dones parlamentàries (prèviament hi havia hagut 37 escons ocupats per dones al Reichstag).
Calia aturar les doctrines del feminisme o, en paraules d'Alfred Rosenberg, "emancipar la dona de la seva emancipació" per retornar-la al "seu lloc natural". Segons Richard Walther Darré, ministre d'agricultura, les dones feministes tenien una carència als òrgans sexuals que les feia anhelar papers masculins.

### La maternitat
El rol més important de la dona era el de ser mare. Les dones alemanyes havien de tenir com més fills, millor, per engrandir la raça ària, proveir de soldats el front i poblar les regions de l'est recentment conquerides. En efecte, Hitler considerava que el poble alemany necessitava més "espai vital" (doctrina del Lebensraum) i per això va afavorir l'annexió o sotmetiment de les terres dels eslaus. Aquells espais tenien zones poc densament poblades i entre els plans del règim nazi estava repoblar-les amb famílies racialment pures.

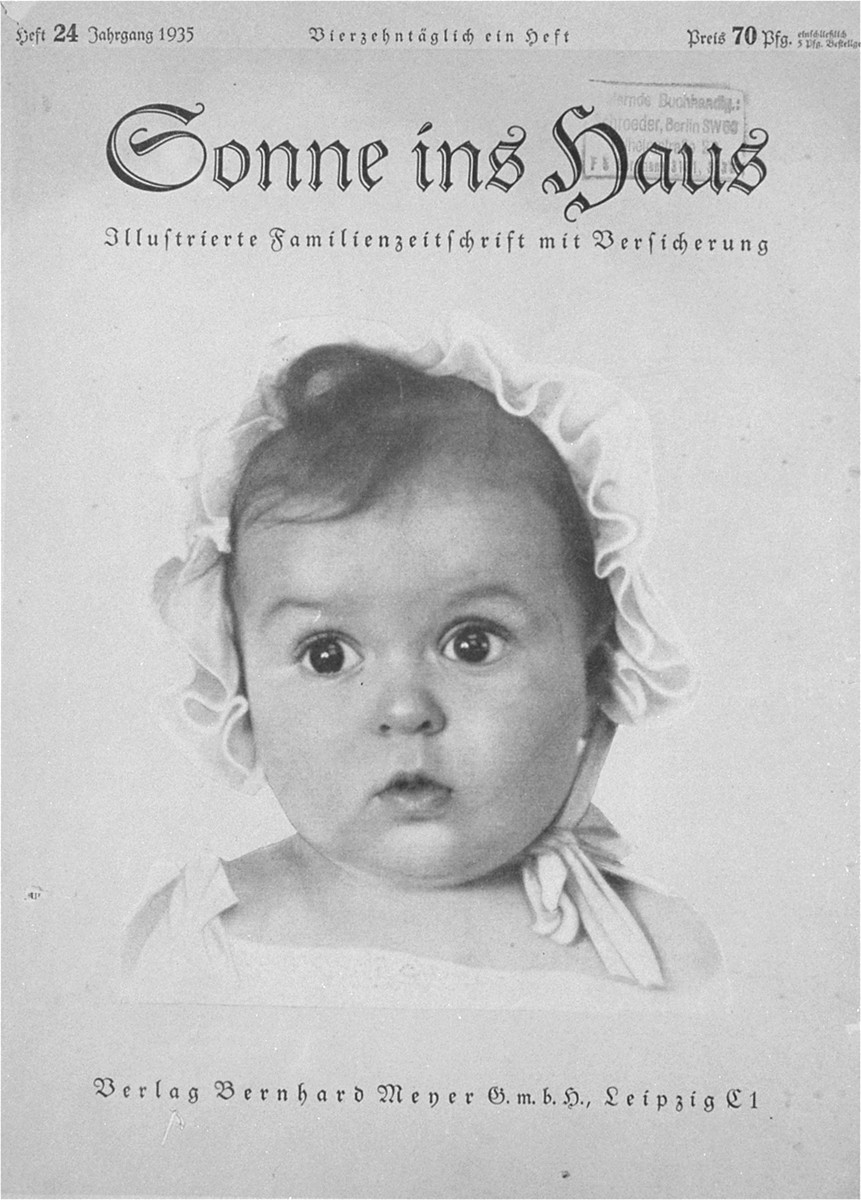
Coberta d'una publicació per fomentar la maternitat. Es dona la paradoxa que la fotografia seleccionada com a model de nadó ari pertany en realitat a una nena filla de jueus, Hessy Levinsons Taft.

Es van dur a terme diverses mesures per afavorir la natalitat, com ara la condecoració de la Creu d'Honor de la Mare alemanya, en tres categories (or, plata i bronze), atorgada a les dones que tinguessin quatre fills o més, poguessin provar un arbre genealògic pur i mostressin una conducta d'acord amb el model femení del règim. Les dones guardonades gaudien de privilegis socials i econòmics i eren honorades en cerimònies públiques.
Les mares de famílies nombroses amb pocs recursos van rebre subsidis i reduccions en les factures de serveis bàsics. Es prohibí l'avortament, amb penes molt severes per a la mare (fins i tot la mort), des de 1935. Per evitar que dones avortessin per vergonya a haver concebut un fill fora del matrimoni o per manca de diners, es van crear els Lebensborn (literalment "Fonts de vida"), maternitats protegides on les joves podien donar a llum en l'anonimat. Posteriorment el nadó era adoptat per una família ària. Amb el temps, aquestes institucions atreien noies per tenir relacions sexuals amb oficials de les SS i així poder concebre fills en honor del Führer. Els Lebensborn s'instal·laren tant a Alemanya com en altres països controlats pels nazis.
Per contra, les mares genèticament impures (aquelles pertanyents a minories ètniques, amb avantpassats jueus o amb malalties) no podien tenir fills lliurement. Fins a 20.000 dones dins aquests grups van ser esterilitzades contra la seva voluntat entre 1933 i 1945. Les noies que es van quedar embarassades en els mesos previs a la promulgació de la llei d'esterilització van ser obligades a avortar. Un dels perills contra els que s'alertava era justament la Rassenschande o contaminació de la raça a través de matrimonis o fills impurs. Van aparèixer seccions d'eugenèsia on funcionaris certificaven els antecedents familiars purs dels promesos abans del casament. Per als oficials de les SS, assegurar la puresa de la dona escollida era un requisit indispensable per declarar legal la boda.

### Aspecte i conducta
La dona ideal dels nazis havia de vestir amb modèstia i destacar la seva feminitat. Per aquest motiu es va condemnar la moda dels feliços anys vint, on les noies s'abillaven a la garçonne i anaven amb cabells curts. Aquestes tendències foren considerades no sols antifemenines sinó d'influència francesa, i en conseqüència contràries a les arrels germàniques. S'encoratjava que la dona portés faldilla i el cabell llarg i recollit; amb trenes o pentinat "Gretchen" de nena i amb monyos o amb clips quan era adulta. Els pantalons només estaven tolerats en activitats que els requerissin, com ara muntar a cavall.

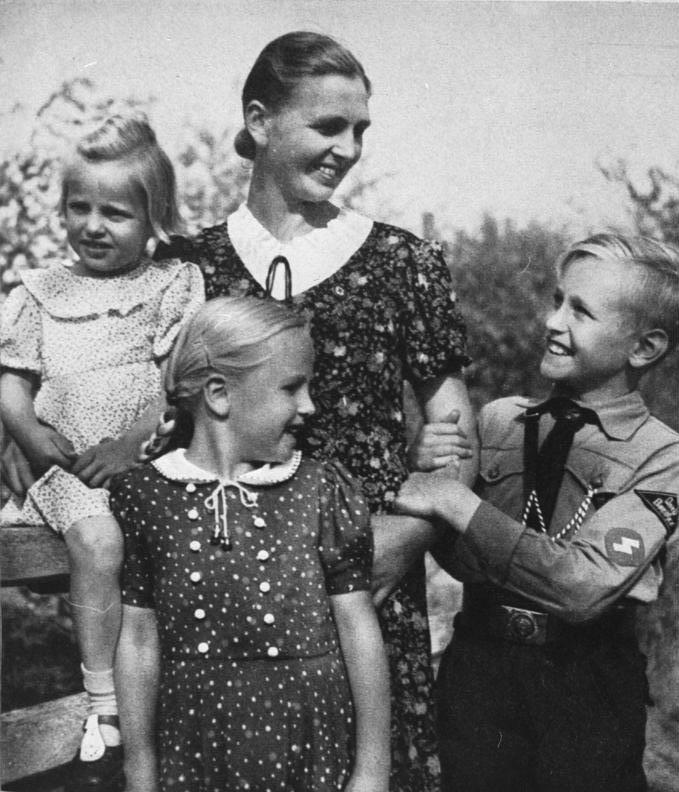
Exemple de dona ària desitjable, envoltada dels seus fills: tots ells segueixen els preceptes estètics de la propaganda nazi.

El cànon de bellesa dibuixava una dona afí als prototips de la raça ària: alta, rossa i amb bona salut. La pell brillant i bronzejada al sol com a signe de vitalitat i contacte amb la natura, els malucs amples per poder parir molts fills i les corbes que subratllen la feminitat eren els trets més desitjables. Es prohibia el maquillatge per considerar-se propi de les races del mediterrani o orientals i perquè en temps de guerra tots els esforços havien d'esmerçar-se en ajudar els combatents i els seus líders i no en frivolitats. També estava mal vist que les dones fumessin, perquè això podia perjudicar la seva salut i la dels fills que poguessin engendrar. Les prohibicions al respecte van ser molt més àmplies que les aplicades als homes.
L'esport havia de contribuir a la bellesa i a la salut per poder agradar als marits i parir bons fills, per això es va encoratjar la pràctica de la gimnàstica a l'aire lliure i en grup. Goebbels comparava a la dona amb un ocell femella, que s'abilla amb les millors plomes per estar bonica i poder atreure el mascle i després es queda cuidant dels ous que ha post. Posar-se maca, però, no significava seguir els patrons de moda dels altres països, sinó que s'encoratjava la naturalitat en l'aparença per fer ressaltar la bellesa innata de les dones alemanyes. Es constituí una secció específica de les associacions juvenils femenines anomenada precisament "Fe i bellesa" per instar a les seves afiliades a seguir els patrons estètics i ideològics del nazisme (en els seus discursos ambdós anaven estretament units).

## Implementació del model
El model femení descrit ja es publicitava abans de l'ascens del nazisme al poder, als discursos dels líders del Partit Nacional Socialista dels Treballadors Alemanys (NSDAP per les seves sigles en alemany), però va ser amb l'arribada de Hitler al govern i, sobretot, amb l'inici de la segona guerra mundial, que va expandir-se per tota Alemanya.

### El paper de la propaganda
L'ús intensiu de la propaganda per promoure els ideals nazis va incloure també missatges per a fomentar l'ideal femení, dirigits tant a les dones com als homes. Per seduir les dones s'usaven tècniques pròpies del teatre i del cinema, animant-les a contribuir a l'esforç de construcció del Reich des de les posicions assignades pel règim: ser la base del nou poble alemany.
A ells se'ls recriminava haver cedit en les seves posicions naturals, donant peu a idees d'emancipació planejades pels jueus per afeblir l'estat germànic. Hitler mateix, en un discurs al seu partit en 1934, distingia entre el "món petit", que pertanyia a la dona (format per la llar i la família) i el "món ampli", que pertanyia a l'home. Només la manca de cura del mascle d'aquest món ampli feia que la dona s'hagués d'ocupar de qüestions alienes a la seva biologia i, per tant, s'instava a tots els homes a recuperar-lo i complir els seus deures.
A les revistes dirigides a noies adolescents (especialment a Das deutsche Mädel) es publicaven sovint històries on les filles es rebel·laven contra els seus pares "equivocats" per no seguir els consells de les organitzacions nazis. Aquests relats solien incloure conseqüències escandaloses quan els pares imposaven la seva voluntat i acabaven amb el reconeixement explícit dels progenitors del seu error. Igualment, en els contes per a nens apareixien històries de terror sobre els jueus on sovint les víctimes eren nenes que estaven a soles amb ells i patien abusos o maltractaments.
El llibre de text esdevingué un instrument eficaç de propaganda nazi, amb què s'instruïa sobre qüestions racials, la marxa de la guerra, les novetats del règim i el paper de cada sexe. S'usava a l'escola i als cursos informals de les organitzacions femenines. Es van cremar els llibres sospitosos i es va oferir una relectura de determinades històries en la línia de la ideologia nazi. Per exemple a La Ventafocs es mostrava com el príncep preferia la protagonista, pertanyent a la raça ària i acostumada a les tasques domèstiques, davant l'engany de la madrastra i les seves filles, estrangeres i vestides amb moda extravagant per amagar la seva lletjor.

### L'educació de les dones
El règim nazi condemnava públicament els intel·lectuals, i encara més les figures femenines que poguessin destacar en camps acadèmics. Va limitar per llei la possibilitat de les dones de matricular-se en carreres universitàries, amb un màxim d'un 10% de les places disponibles, i l'encariment general de les taxes associades. L'escola secundària continuava oberta a nens i nenes però en les classes de biologia i història es va accentuar el caràcter sexista dels ensenyaments amb la depuració dels docents i del material didàctic. Els mestres s'havien d'afiliar al Nationalsozialistischer Lehrerbund, el cos oficial docent nazi, i jurar lleialtat al règim per poder ensenyar. Rebien periòdicament inspeccions per assegurar que el contingut de les classes s'adigués amb la doctrina del govern, especialment en la qüestió racial.
Es va fomentar l'educació informal com a eina de propaganda i complement a l'escola. Aquesta es duia a terme a través d'organitzacions com la Bund Deutscher Mädel (BDM), una entitat juvenil que transmetia a les noies els ideals del règim nazi a través de xerrades i lectures a campaments específics, on també aprenien tècniques per a les tasques domèstiques i feien esport per mantenir-se sanes fins a l'època de concebre fills. Des del 1936, l'afiliació a la BDM era obligatòria des dels deu anys. Aquelles noies que complien amb els estàndards físics i ideològics de l'organització, ascendien de categoria dins un complex sistema de jerarquies. Aquests honors i la possibilitat de viatjar que oferia la BDM van ser incentius determinants per explicar l'èxit de l'organització entre les joves alemanyes. Es fomentava la cohesió i el sentiment de pertinença al grup mitjançant sortides de cap de setmana i vacances, símbols i uniformes i jocs col·lectius.

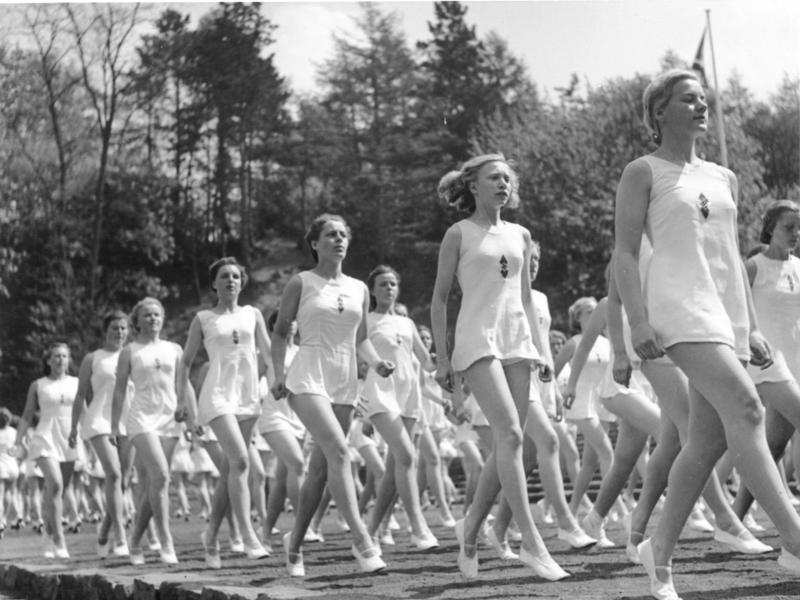
Classe d'esport col·lectiu de les seccions superiors de la Bund Deutscher Mädel.

Quan les dones eren adultes, després de prestar un any de serveis comunitaris, podien ingressar a la NS-Frauenschaft, l'organització femenina del nazisme, on rebien periòdicament cursets i xerrades sobre el paper de la dona al Tercer Reich. Aquests incloïen des de les teories sobre la raça fins a consells domèstics, com ara comprar productes alemanys per sobre dels importats o complaure el marit quan arribava de treballar. L'educació de la futura esposa ideal també tenia lloc a les Reichsbräuteschule, literalment "escoles de núvies del Reich", en les quals s'animava a les alumnes a casar-se pel ritu germànic (per fer minvar l'ascendència dels capellans) i se'ls ensenyaven tècniques per esdevenir la perfecta mestressa de casa.

### El tracte a les dissidents
Un càstig recurrent a les dones que no complien les lleis del règim nazi era afaitar-les el cap per avergonyir-les públicament. Aquesta mesura es va executar especialment en dos casos: aquelles dones que eren sospitoses de mantenir relacions sexuals amb membres de les races inferiors o les nenes de les seccions superiors de la BDM que desobeïen les normes de les seves líders. En els casos considerats més escandalosos, la culpable havia de portar un cartell detallant el seu crim o fins i tot podia ser desterrada a un camp de concentració.
Si una jove menor d'edat era vista fora de casa sense l'acompanyament del seu pare o tutor després de les nou de la nit, se l'enviava a un reformatori i es multava la seva família. Les dones que per revoltar-se anaven amb pantalons o fumaven eren tractades públicament de traïdores i prostitutes, amb crits als transport públic i pintades a les portes de les seves cases.

## Les dones al règim nazi
Malgrat que les consignes nazis estaven dirigides a mantenir les dones a la llar, diverses dones van ocupar llocs preeminents a l'esfera pública i moltes d'altres es van veure forçades a treballar per mantenir casa seva o ajudar a la guerra davant les baixes al front. Cal destacar igualment que en l'expansió del model femení dels nazis, moltes dones van tenir un paper clau, fent de propagandistes i impulsant els seus marits a seguir Hitler. De fet, el dictador va reconèixer en sortir de la presó que els inicis del NSDAP no es poden entendre sense el paper de les dones, les quals van mantenir-lo actiu mentre ell era absent.

### Paper de la dona durant la guerra
No es permetien dones combatents, però per necessitat, les dones van ocupar llocs auxiliars a l'exèrcit en temps de guerra, tant en tasques administratives com fent d'infermeres i operadores de ràdio. Amb l'avenç de les hostilitats, les obreres van ser encoratjades a tornar a les fàbriques per produir material bèl·lic. Les idees comunistes, tanmateix, eren considerades enemigues del règim i, per tant, es vigilava especialment que les dones no entressin en contacte amb cercles afins als socialistes durant la seva jornada laboral.
Es calcula que la xifra de les Wehrmachtshelferinnen, auxiliars de l'exèrcit, era d'unes 500.000 dones. Tenien la seva pròpia jerarquia, independent a la dels homes però amb rangs similars. Les que duien a terme tasques més delicades eren entrenades a una acadèmia específica de les Schutzstaffel (SS) creada en 1942 a instàncies de Heinrich Himmler. Per accedir-hi calia complir requisits d'aspecte físic, conducta i capacitat i tenien preferències les dones de dirigents nazis o vídues de guerra.

### Les guardianes dels camps

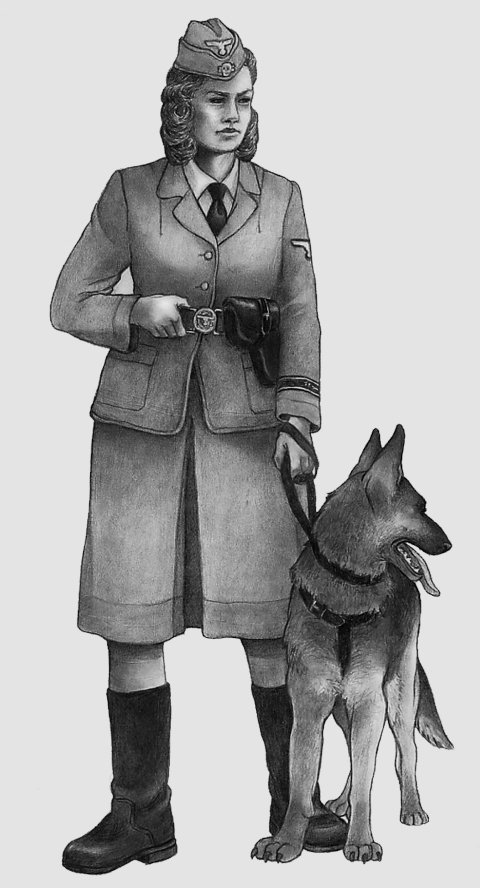
Model d'uniforme per a les guardianes dels camps.

Les dones podien figurar com a personal de camp de concentració nazi, eren les anomenades Aufseherinnen o guardianes. Les primeres guardesses van començar a treballar en 1938, però el seu nombre va augmentar amb la creixent persecució dels jueus i les annexions de països limítrofs. Es calcula que hi havia unes 3.600 dones exercint als camps. La majoria provenia de classes mitjanes i baixes i veien en aquesta feina l'oportunitat d'ascendir socialment. El seu allistament era voluntari. Com que no van ser considerades mai membres de les SS de ple dret, els judicis contra el nazisme posteriors han acabat amb sentències contradictòries: algunes condemnes per ajuda al genocidi i algunes absolucions. La novel·la Der Vorleser ("El lector") de Bernhard Schlink és un dels documents de ficció que aborda el tema de la seva culpa.
Els camps on es van comptar dones entre les guardianes eren els següents: Ravensbrück, Auschwitz, Majdanek, Płaszów, Gross-Rosen, Vught, Stutthof, Bergen-Belsen, Buchenwald, Dachau i Mauthausen-Gusen. Les guardesses s'organitzaven en vuit rangs jeràrquics, el superior dels quals (Oberaufseherin) depenia dels homes directors de cada camp. Normalment tenien al seu càrrec dones presoneres, com al camp exclusivament femení de Ravensbrück o a les seccions per a dones d'Auschwitz i Bergen-Belsen, però també van col·laborar en tasques d'ajuda als oficials masculins que custodiaven interns homes.
Dorothea Binz i Herta Ehlert foren dues de les guardianes més destacades, ja que entrenaven a les futures candidates en els principis ideològics referents a la raça i els ensenyaven tècniques de càstig. En la majoria de camps mixtos, les guardianes mantenien relacions (que podien acabar en matrimoni) amb els seus col·legues masculins i a vegades aquesta relació s'estenia a l'àmbit laboral, com en el cas d'Ilse Koch i el seu espòs Karl, els quals patrullaven plegats.

### Figures destacades
Tot i la preferència pel grup i el conjunt enfront l'individu dels nazis, determinades figures femenines van destacar en el seu paper de suport al règim, ja sigui per les seves accions com, especialment, per la seva relació amb les jerarquies del partit o amb Hitler. En primer lloc cal esmentar a Eva Braun, l'amant més duradora de Hitler. Va romandre durant tota la guerra aïllada als Alps, amb poca participació en activitats públiques. D'ella són, però, els vídeos i fotografies que mostren la vida privada dels líders nazis i les seves reunions clandestines, car Eva Braun volia ser cineasta i com a tal figurava en els registres del govern.
Magda Goebbels va ser coneguda com a "primera dama del III Reich", justament pel fet que Hitler romangués solter. Esposa del ministre de propaganda Joseph Goebbels, va ser una de les més fervents seguidores del Führer i en ser aquest derrotat es va suïcidar juntament amb els seus fills. Públicament era el model perfecte de mare ària i va tenir un paper clau en la transmissió del model femení, tant pels seus discursos com, sobretot, per les seves aparicions als mitjans de comunicació, els quals la dibuixaven com un referent de conducta i moda imitat per moltes dones. Carin Göring, muller de Hermann Göring, va protagonitzar la història romàntica més important del nazisme. En contrast amb Magda i el seu rol de mare exemplar, era presentada com a prototip de noia estimable i passional.
Cal destacar també Margarete Himmler, casada amb un dels màxims responsables de l'Holocaust, Heinrich Himmler. Treballà com a infermera cuidant els ferits en la guerra i ajudà a difondre el missatge antisemita. El seu judici posterior a la guerra fou molt polèmic, donat que ella i la seva filla van al·legar un total desconeixement del paper actiu de l'anomenada "solució final".
A part de les esposes dels jerarques del NSDAP, diverses dones ocuparen un paper actiu durant el nazisme. Karin Magnussen, per exemple, va dur a terme experiments amb humans als camps de concentració per estudiar l'herència genètica del color dels ulls i poder usar aquest tret com un indicador de puresa racial. Per a dur a terme aquests experiments es va aliar amb Josef Mengele, associació per la qual fou jutjada sense resultats concloents un cop finalitzada la guerra.
Dues dones van rebre l'Orde de Sang, la màxima condecoració per a seguidors fidels (i veterans) de Hitler: Eleonore Baur i Katharina Grünewald. La primera fou coneguda com a "infermera del règim" o "Germana Pia". Va ser l'única dona que participà de manera activa al Putsch de Múnic. Posteriorment, va mantenir relacions estretes amb diversos oficials de l'exèrcit nazi, als quals proporcionava prostitutes i presoneres de guerra. Va treballar temporalment al camp de concentració de Dachau, feina per què va ser condemnada en 1949. La segona va ser una admiradora de Hitler que va morir en l'atemptat que aquest patí en 1939 i va rebre la medalla a títol pòstum.
No es pot obviar, per acabar, la figura de la directora de cinema Leni Riefenstahl, qui va tenir un paper preeminent en la propaganda del nazisme amb els seus films, elogiats repetidament per Hitler. Les seves pel·lícules són famoses per introduir noves tècniques per guanyar en espectacularitat, com ara ús de moviments de càmera sobre rails per aconseguir l'efecte tràveling. El documental Triumph des Willens va rebre nombrosos premis de la crítica per aquestes innovacions i per la utilització de la música per realçar el caràcter èpic dels personatges, un recurs posteriorment usat arreu. Altres artistes associades a la propaganda nazi (encara que no prenguessin partit de manera pública) són la cantant Zarah Leander o la promotora operística Winifred Wagner, casada amb el fill del compositor Richard Wagner, de qui Hitler era un admirador confés.

## Les dones a la resistència
La primera dona que va patir els efectes de la seva resistència al nazisme fou Liselotte Herrmann, una jove afiliada al Partit Comunista d'Alemanya que va ser expulsada de la universitat per la seva militància i per haver signat un manifest contra el NSDAP i les seves polítiques. Posteriorment va col·laborar activament en actes de contrapropaganda fins que va ser arrestada en 1935 i condemnada a mort.
L'oposició al règim es va articular al voltant de diversos grups, molts d'ells amb participació femenina. El primer d'ells va ser el Kreisauer Kreis ("Cercle de Kreisau"), un cercle patriòtic que intentava deslligar la idea d'un imperi alemany del nazisme. Les seves accions es van centrar a informar a la comunitat internacional dels perills que suposava Hitler, sense que fossin escoltats. Freya von Moltke en fou una de les participants assídues.
Un segon grup força actiu fou l'Orquestra Roja, anomenada així despectivament per la Gestapo. Mildred Harnack, una professora d'història, s'encarregava de part de les comunicacions per ràdio del grup. Va ser arrestada i executada el 1943. Una altra membre del mateix grup, Libertas Schulze-Boysen, va ser igualment executada acusada de preparar actes de traïció pels seus contactes amb els espies soviètics. Maria Terwiel fou condemnada per amagar jueus després de vincular-se al grup en perdre la feina pels seus "orígens ètnics impurs".
El grup de resistència més celebre, però, fou La Rosa Blanca, format per estudiants que proposaven seguir els principis de la no-violència contra el règim. Els germans Hans i Sophie Scholl eren els seus líders i van dedicar-se durant els anys de guerra a repartir fulletons i penjar cartells denunciant les activitats del govern. Ambdós van ser executats per guillotina en 1943 malgrat les protestes internacionals.
Dins de les organitzacions informals destaquen les accions dutes a terme per familiars de jueus deportats. La primera que adquirí notorietat va ser la creació de la Cançó dels deportats, difosa per les dones i filles dels homes traslladats al camp d'Emslandlager. La lletra va ser ràpidament prohibida però es cantava com a signe de resistència en nombroses concentracions de jueus que esperaven conèixer el seu destí. Un altre moment rellevant foren les manifestacions del carrer Rosenstrasse a Berlín, on dones àries casades amb marits jueus protestaven públicament cada dia durant més de dos mesos per haver perdut els esposos, fins al punt que van aconseguir alliberar-ne alguns.